# Phyllanthus dunnianus
Phyllanthus dunnianus är en emblikaväxtart som först beskrevs av Augustin Abel Hector Léveillé, och fick sitt nu gällande namn av Hand.-mazz. och Alfred Rehder. Phyllanthus dunnianus ingår i släktet Phyllanthus och familjen emblikaväxter. Inga underarter finns listade i Catalogue of Life.